# Ratpenat frugívor cubà
El ratpenat frugívor cubà (Brachyphylla nana) és una espècie de ratpenat que viu a les Bahames, les Illes Caiman, Cuba, la República Dominicana, Haití, Jamaica i les Illes Turks i Caicos.